# Donau-Kammmolch
Der Donau-Kammmolch (Triturus dobrogicus) ist ein Schwanzlurch aus der Familie der Echten Salamander. Er gehört zur Gattung Triturus und zur Artengruppe der Kammmolche (Triturus cristatus-„Superspezies“). Bis in die 1980er-Jahre wurde er nur als Unterart von Triturus cristatus behandelt.

## Merkmale
Der Donau-Kammmolch ist ein für Kammmolch-Verhältnisse eher graziler, schlanker Molch. Mit 12–14 (Männchen) bzw. 13–16 Zentimetern (Weibchen) Gesamtlänge bleibt die Art etwas kleiner als die anderen Kammmolch-Arten; außerdem sind ihre Gliedmaßen relativ kurz. Die dorsale Färbung ist oft eher braun als schwärzlich und mit runden, dunklen Flecken versehen; Männchen aus dem Donau-Delta zeigen auch eine ziegelrote Rückenfarbe. Wie bei Triturus cristatus befinden sich an den grob granulierten Flanken einige weiß getüpfelte Partien. Weibchen besitzen mitunter eine orange-gelbe Längslinie auf dem Rücken. Die Bauchseite ist orange-rot bis dottergelb und mit kleineren, scharf abgegrenzten dunklen Flecken gemustert, die auch zu Längsbändern verschmelzen können. Die Kehle und der Kopfbereich sind grau bis schwarz gefärbt und mit weißen Punkten übersät.
Während der Paarungszeit prägen die Männchen einen besonders hohen, tief gezackten, flexiblen Rückenkamm aus. An der Schwanzwurzel ist dieser abgesetzt von den Hautsäumen des Ruderschwanzes, allerdings nicht immer so deutlich wie bei anderen Kammmolchen. In der Landtracht werden die Rücken- und Schwanzkämme wieder zurückgebildet.

## Vorkommen, Verbreitung

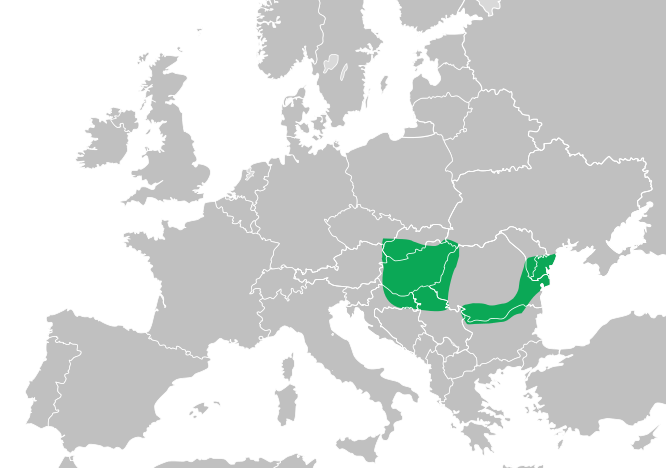
Verbreitung des Donau-Kammmolches mit zwei Teilarealen

Die Art besiedelt vor allem das Tiefland der Donau. Im Delta dieses Stromes findet man Triturus dobrogicus in reich verkrauteten Flussarmen mit geringer Fließgeschwindigkeit. In den Außenbezirken von Wien ist es die häufigste Kammmolchart vor dem Alpen-Kammmolch; beider Territorien scheinen sich dort nicht zu überschneiden (T. carnifex kommt nur in den westlichen Stadtbezirken vor; T.cristatus fehlt hier außerdem ganz). Die Höhenverbreitung reicht bis etwa 600 Meter Seehöhe.
Das Gesamtverbreitungsgebiet des Donau-Kammmolches ist relativ klein. Es reicht zunächst von Niederösterreich (etwa ab der Stadt Krems nordwestlich von Wien) über das Wiener Becken, das Burgenland und ganz Ungarn sowie Teile der jeweils an Ungarn grenzenden Nachbarstaaten (südliche Slowakei, nordöstliches Slowenien, nordöstliches Kroatien, die Vojvodina in Nord-Serbien) bis ins westliche Rumänien. Beim Durchbruch der Donau durch das Banater Gebirge an den Südkarpaten scheint eine Verbreitungslücke zu bestehen. Erst weiter östlich in der rumänischen Walachei und schließlich im Gebiet des Donau-Deltas bis zur Ukraine setzen sich die Vorkommen fort, so dass offenbar zwei mehr oder weniger disjunkte Teilareale existieren.
Der Donau-Kammmolch könnte Kern der Sage vom Basilisk im Hausbrunnen in der Schönlaterngasse 7 sein, wo er im Jahr 1212 als „Schlange mit Hahnenkamm und -füßen“ beschrieben wurde – er könnte im Klimaoptimum des Hochmittelalters an die heutige Westgrenze des Verbreitungsgebiets eingewandert, und vorher im Wiener Raum unbekannt gewesen sein.

## Lebensweise
Über die Lebensweise des Donau-Kammmolches im Speziellen ist recht wenig bekannt. Grundsätzlich kann man wohl von ähnlichen Verhaltensweisen und Ansprüchen ausgehen wie beim Nördlichen Kammmolch (siehe dort). Entsprechend seiner Verbreitung ist allerdings ein größeres Wärmebedürfnis bzw. eine bessere Adaptation an wärmere Klimaverhältnisse anzunehmen.

## Artenschutz
Gesetzlicher Schutzstatus/Nationale Rote Liste-Einstufungen (Auswahl)
- FFH-Richtlinie: Anhang II (es sind eigens Schutzgebiete einzurichten)
- Rote Liste Österreichs: EN (entspricht: stark gefährdet)

sowie:
- Bundesartenschutzverordnung (BArtSchV): besonders geschützt; Rote Liste der Bundesrepublik Deutschland: (diese Art kommt hier nicht vor)
- Rote Liste der Schweiz: (diese Art kommt hier nicht vor)

## Medien
- Heimo Schedl: Ein kleiner Wasserdrache mit eingeschränktem Lebensraum. Der Zoologe Heimo Schedl über den Donau-Kammmolch. Teil 1: Nächtliche Suche. In: OE1 Wissen: Vom Leben der Natur. 3. Mai 2010, archiviert vom Original am 4. Mai 2010 (Gestaltung: Barbara Zeithammer. 3.–7. Mai 2010 jeweils 08:55; Links auf die Begleittexte im Sendungsarchiv des seinerzeitigen podcasts).
  - Teil 2: Die Umstellung für die Wasserphase. (Memento vom 10. Mai 2010 im Internet Archive)
  - Teil 3: Ein Balztanz unter Wasser. (Memento vom 10. Mai 2010 im Internet Archive)
  - Teil 4: Eine bedrohte Schirmart. (Memento vom 12. Mai 2010 im Internet Archive)
  - Teil 5: Die Bestandserhebung im Vorjahr. (Memento vom 4. Juni 2010 im Internet Archive)